# نافورة النيل
نافورة النيل هي نافورة راقصة تتوسط مجرى نهر النيل، بالقرب من أرض الجزيرة بالقاهرة. تم إنشاؤها عام 1956 خلال عهد الرئيس جمال عبد الناصر، وكانت شركة «جوليوس برجر» للأشغال العمومية من ألمانيا الغربية هي القائمة على تركيبها. وتعتبر أقدم نافورة في منطقة الشرق الأوسط.

## مواصفتها
النافورة عبارة عن طابقين.
- الطابق الأول قطره 9 أمتار، ويخرج الماء من وسط النافورة بارتفاع مائة متر ويحيط بها 16 كشافاً كهربياً تحت الماء، ويفيض الماء على طابق آخر يخرج منه 32 نافورة صغيرة. ومعها 32 كشافاً كهربياً تحت الماء.
- الطابق السفلي يتضمن 64 ماسورة يخرج منها الفائض، على هيئة ستارة مائية جميلة تحيط بجسم النافورة، وبه 16 كشافا كهربائيا للتجميل، ويتم ضغط المياه في النافورة من خلال طلمبة ذات محرك قوته 950 حصانا.[2]

## التاريخ
تم إنشاؤها في العام 1956 خلال عهد الرئيس جمال عبد الناصر، وقد شاركت الوزارات المعنية في تطويرها وفق أحدث المواصفات العالمية.تعرضت لأعطال مختلفة ومحاولات عديدة للإصلاح في السبعينيات والثمانينيات من القرن الماضي، حتى اكتفت الحكومة بتشغيلها فقط في المناسبات الرسمية، ثم توقفت عن العمل نهائيا. وفي أواخر عام 2020 كلف مجلس الوزراء شركة المقاولون العرب بإعادة تأهيل وتشغيل النافورة وتم إعادة تشغيلها مرة أخرى في يناير 2021.
ظهرت نافورة نهر النيل في عدد من الأفلام القديمة أشهرها هو فيلم عروس النيل إنتاج عام 1963 من بطولة لبنى عبدالعزيز ورشدي أباظة، حيث ألقت بطلة الفيلم بنفسها في النيل في إطار احتفالية عروس النيل إلى جانب النافورة.